# Гай

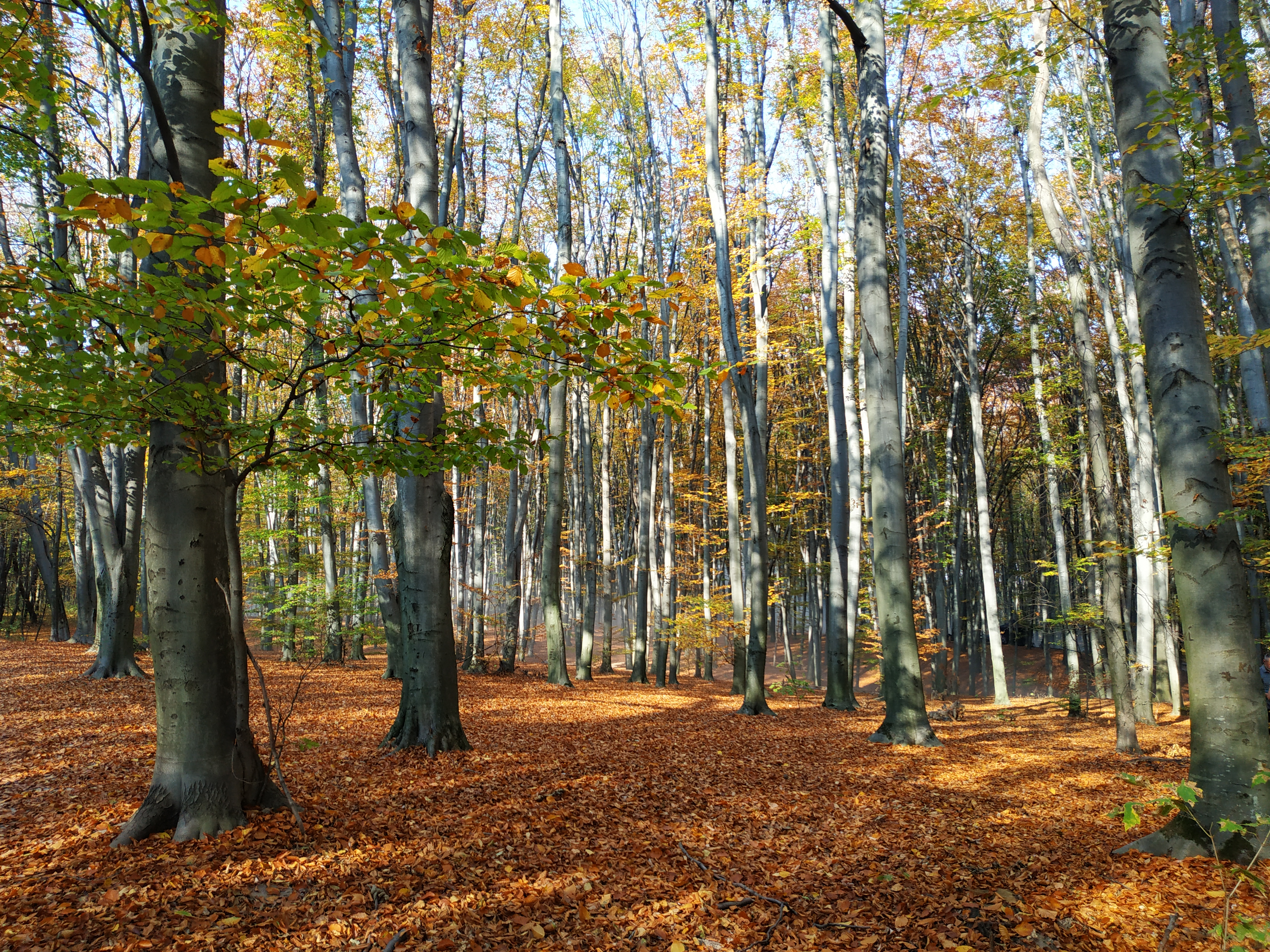
Буковий гай в Голосіївському лісі.

Гай — назва невеликого листяного лісу або ізольованої групи дикорослих дерев, а також розмовна назва плодових насаджень екзотичних дерев.
Назва «гай» трапляється вже у періоді формування давньоукраїнської мови (XI—XIII ст.).
Спочатку слов'янська назва окремої частини лісу або невеликої ізольованої лісової території, що використовувалася місцевим населенням для цілей богослужіння. У слов'ян, як і в інших язичницьких культурах, це був «священний гай».